# James Burnett, Lorde Monboddo
James Burnett, Lorde Monboddo (25 de outubro de 1714 – 26 de maio de 1799) foi um juiz escocês, estudioso da evolução linguística, filósofo e deísta. Ele é mais famoso hoje como um fundador da linguística histórica comparativa moderna. Em 1767, ele se tornou juiz no Tribunal de Sessão.
Como tal, Burnett adotou um título honorário baseado no nome da propriedade e sede da família de seu pai, Monboddo House. Monboddo foi um dos vários acadêmicos envolvidos na época no desenvolvimento dos primeiros conceitos de evolução biológica. Alguns o creditam por antecipar em princípio a ideia de seleção natural que foi lida por (e reconhecida nos escritos de) Erasmus Darwin. Charles Darwin leu as obras de seu avô Erasmus e mais tarde desenvolveu as ideias em uma teoria científica.

## Primeiros anos
James Burnett nasceu em 1714 em Monboddo House em Kincardineshire, Escócia. Após sua educação primária na escola paroquial de Laurencekirk, ele estudou no Marischal College, Aberdeen, onde se formou em 1729. Ele então estudou Direito Civil na Universidade de Groningen por três anos. Ele retornou à Escócia para ficar em Edimburgo em 1736 no dia dos Motins de Porteous e foi pego na multidão, testemunhando o linchamento do Capitão John Porteous em sua primeira noite na cidade. Ele fez o exame de Direito Civil na Universidade de Edimburgo em 1737 e foi admitido na Faculdade de Advogados.
Burnett se casou com Elizabethe Farquharson e eles tiveram duas filhas e um filho. A filha mais nova, Elizabeth Burnett , era uma celebridade de Edimburgo, conhecida por sua beleza e amabilidade, mas que morreu de tuberculose aos 24 anos. O amigo de Burnett, o poeta escocês Robert Burns, tinha um interesse romântico por Elizabeth e escreveu um poema, "Elegy on The Late Miss Burnet of Monboddo", elogiando sua beleza, que se tornou sua elegia.
O trabalho inicial de Monboddo na prática da lei o encontrou em uma peça histórica de litígio de seu tempo, conhecida como a "causa" ou caso Douglas. O assunto envolvia a posição de herança de um jovem herdeiro, Archibald James Edward Douglas, 1º Barão Douglas, e assumiu a forma de um romance de mistério da época, com uma complexa rede de eventos abrangendo Escócia, França e Inglaterra. Burnett, como advogado do jovem herdeiro Douglas, saiu vitorioso após anos de batalhas legais e apelações.

## Anos posteriores

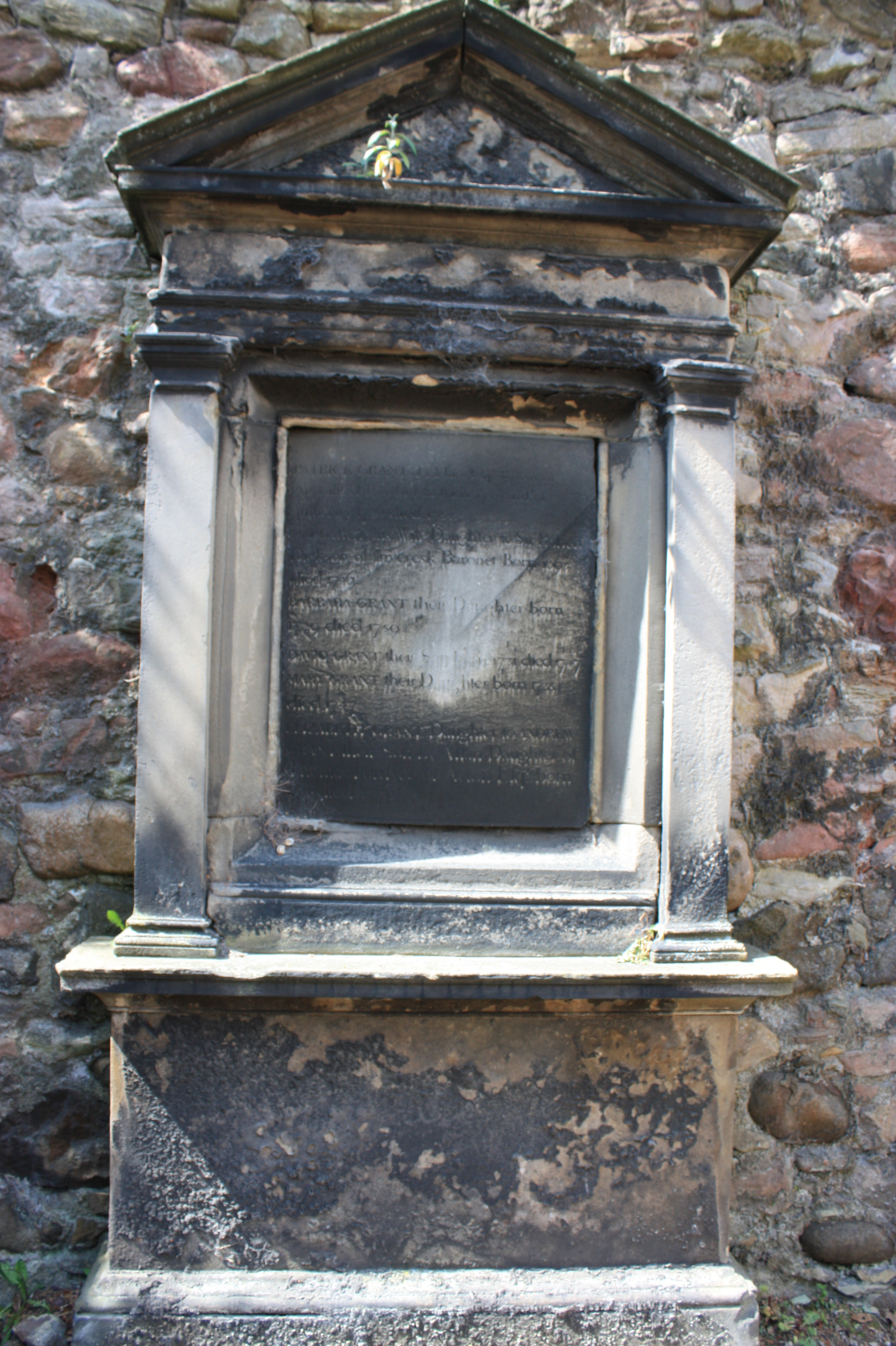
O túmulo de Lord Patrick Grant, Greyfriars Kirkyard – contendo Lord Monboddo

De 1754 a 1767, Monboddo foi um dos vários proprietários ilustres do Teatro Canongate. Ele claramente gostava desse esforço, mesmo quando alguns de seus colegas juízes apontaram que a atividade poderia lançar uma sombra sobre sua imagem sombria como jurista. Aqui, ele teve a oportunidade de se associar ainda mais a David Hume, que era um ator principal em uma das peças. Na verdade, ele conheceu Hume antes, quando Monboddo era curador da Biblioteca dos Advogados e David Hume serviu como zelador daquela biblioteca por vários anos enquanto escrevia sua história.
De 1769 a 1775, John Hunter atuou como seu secretário pessoal.
 

Na era após Monboddo ser nomeado Juiz do tribunal superior, ele organizou "jantares eruditos" em sua casa na 13 St John Street, perto do Canongate na Cidade Velha de Edimburgo, onde discutiu e deu palestras sobre suas teorias. Intelectuais locais foram convidados a participar de repastos no sótão. Henry Home, Lord Kames estava conspicuamente ausente de tal socialização; enquanto Kames e Monboddo serviram no tribunal superior ao mesmo tempo e tiveram inúmeras interações, eles eram rivais intelectuais ferrenhos. Monboddo cavalgava para Londres a cada ano e visitava Hampton Court , bem como outros intelectuais da época; o próprio rei gostava das discussões coloridas de Monboddo. 

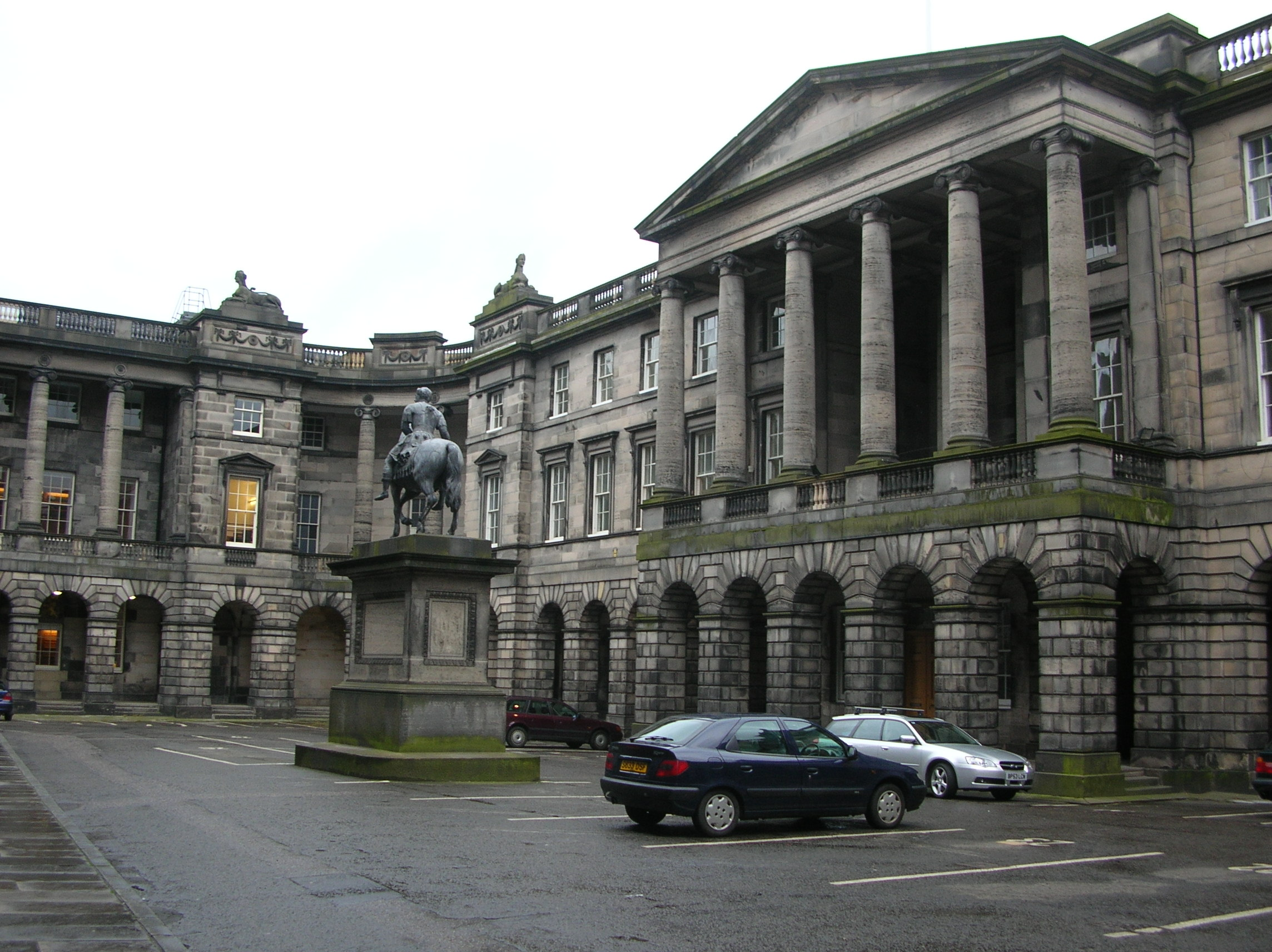
O antigo Parlamento, que abriga o Tribunal de Sessão

Monboddo morreu em casa, 13 St John Street, no distrito de Canongate, em Edimburgo, em 26 de maio de 1799 e está enterrado em Greyfriars Kirkyard, em Edimburgo, junto com sua filha Elizabeth, onde eles têm sepulturas não identificadas no recinto funerário de Patrick Grant, Lord Elchies (dentro da seção não pública conhecida como Prisão Covenanters).

## Linguística histórica
Em The Origin and Progress of Language , publicado originalmente em seis volumes de 1774 a 1792, Burnett analisou a estrutura das línguas e argumentou que os humanos desenvolveram habilidades linguísticas em resposta a ambientes e estruturas sociais em mudança. Burnett foi o primeiro a notar que algumas línguas criam palavras longas para conceitos bastante simples. Ele raciocinou que nas primeiras línguas havia um imperativo de clareza, então a redundância foi construída e sílabas aparentemente desnecessárias foram adicionadas. Ele concluiu que essa forma de linguagem evoluiu quando a comunicação clara pode ser o determinante para evitar o perigo.

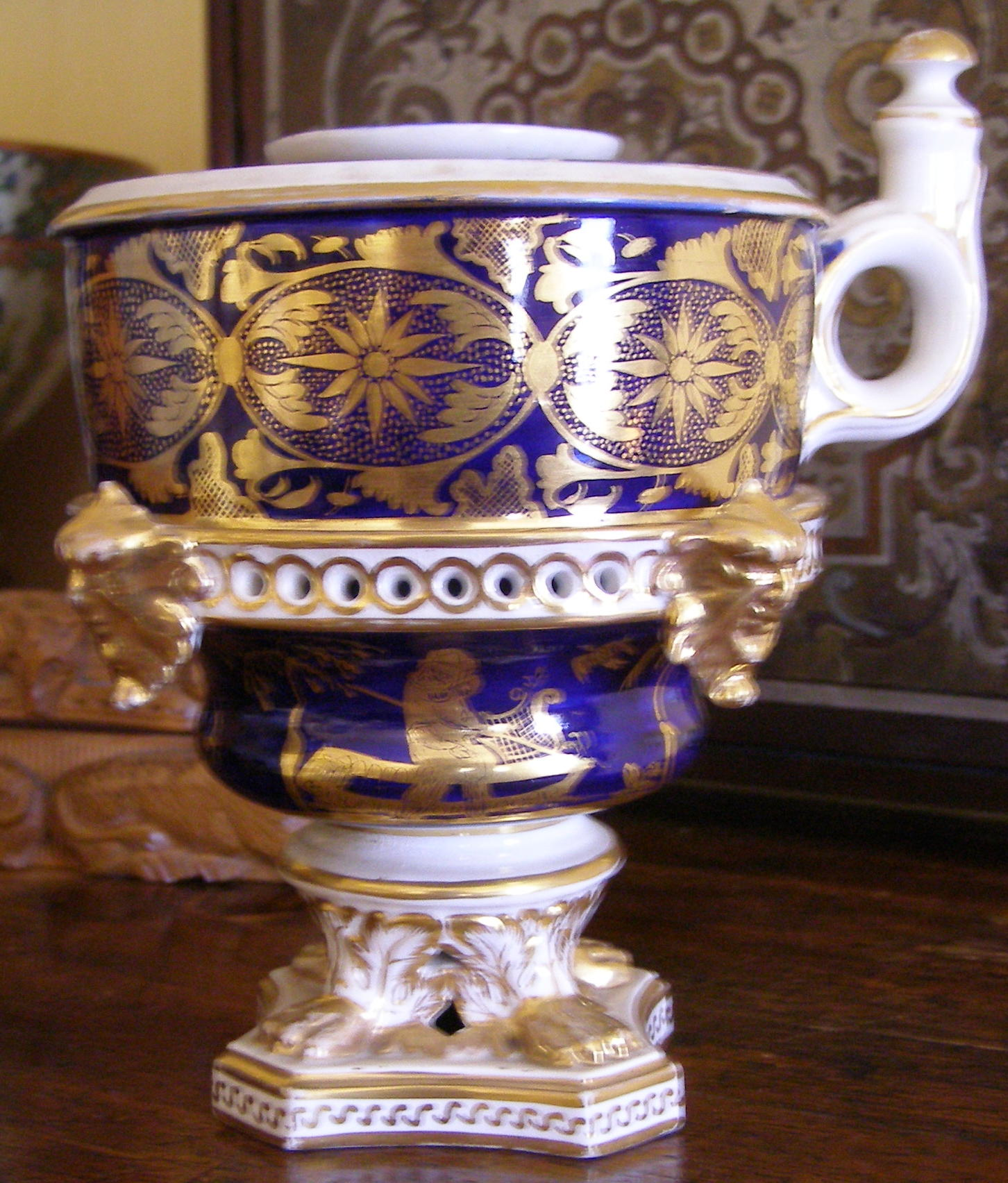
Tinteiro de Lord Monboddo de c. 1760

Monboddo estudou línguas de povos colonizados por europeus, incluindo os caribenhos, esquimós, huronianos, algonquinos, peruanos, quéchua e taitianos. Ele viu a preponderância de palavras polissilábicas, enquanto alguns de seus predecessores haviam descartado essas línguas como uma série de grunhidos monossilábicos. Ele também observou que em huroniano (ou wyandot) as palavras para objetos muito semelhantes são surpreendentemente diferentes. Esse fato levou Monboddo a perceber que essas pessoas precisavam se comunicar de forma confiável em relação a um número mais limitado de assuntos do que nas civilizações modernas, o que levou à natureza polissilábica e redundante de muitas palavras. Ele também teve a ideia de que essas línguas são geralmente ricas em vogais e que, correspondentemente, línguas como alemão e inglês são carentes de vogais. De acordo com Burnett, essa disparidade surge parcialmente do maior vocabulário das línguas do norte da Europa e da menor necessidade de conteúdo polissilábico.
Monboddo também popularizou a teoria do século XVII de Marcus Zuerius van Boxhorn de uma protolíngua "Skythiana", traçou a evolução das línguas europeias modernas e dedicou um esforço particularmente grande à compreensão da língua grega antiga , na qual era proficiente. Ele argumentou que o grego é a língua mais perfeita já estabelecida por causa de sua estrutura e tonalidade complexas, tornando-a capaz de expressar uma ampla gama de nuances. Monboddo foi o primeiro a formular o que hoje é conhecido como hipótese da origem única, a teoria de que toda a origem humana era de uma única região da Terra; ele chegou a essa conclusão raciocinando a partir da evolução linguística (Jones, 1789). Essa teoria é evidência de seu pensamento sobre o tópico da evolução do Homem.
O desentendimento de Joshua Steele e a correspondência subsequente com Monboddo sobre detalhes da "melodia e medida da fala" resultaram na Prosodia Rationalis de Steele , uma obra fundamental tanto na fonética quanto na análise do ritmo dos versos.

## Teórico evolucionista

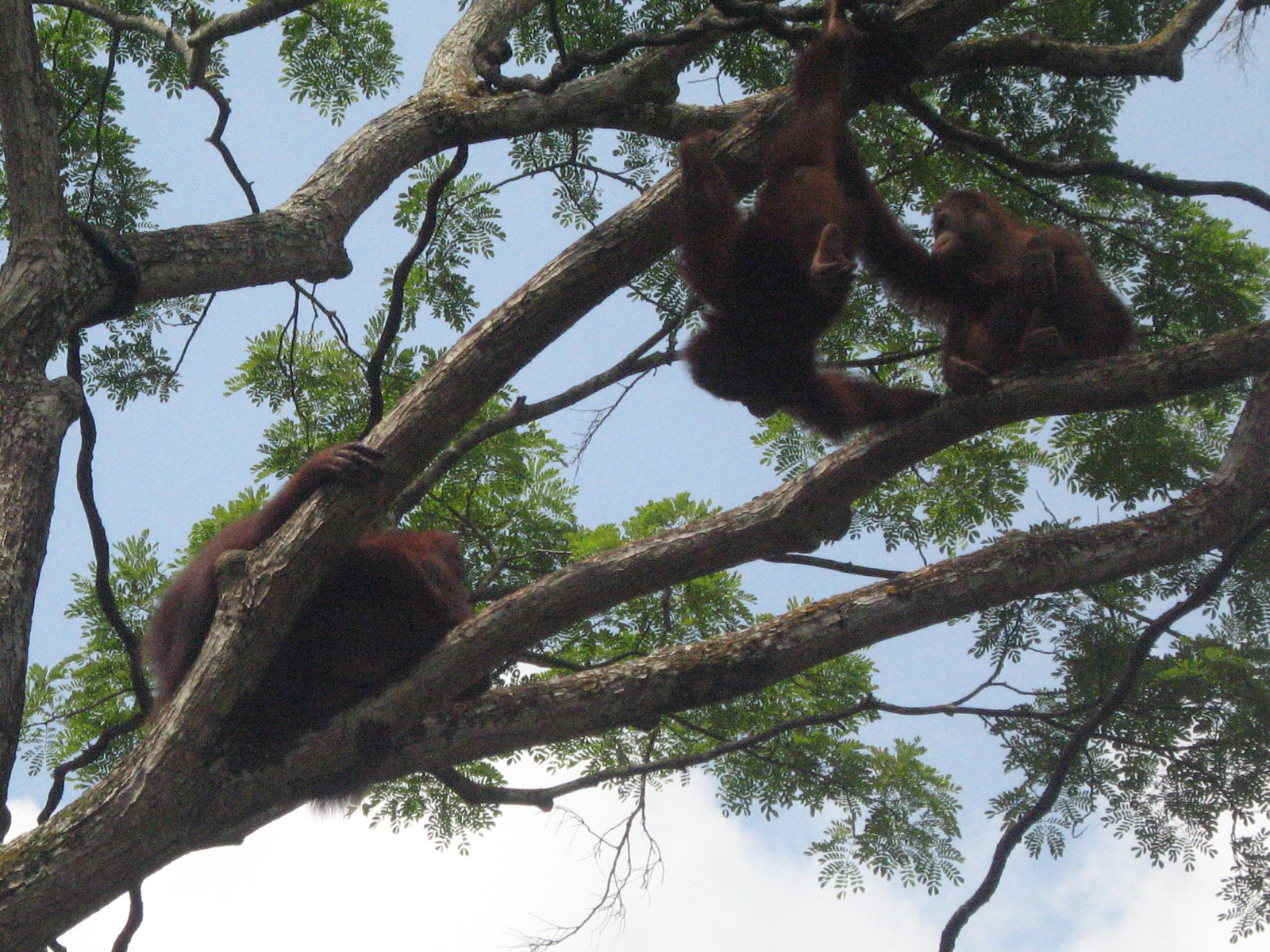
Monboddo analisou a relação do homem com outras espécies.

Monboddo é considerado por alguns estudiosos como um pensador precursor na teoria da evolução . No entanto, alguns historiadores evolucionistas modernos não dão a Monboddo uma posição igualmente elevada na influência da história do pensamento evolucionista.
“Monboddo: jurista escocês e antropólogo pioneiro que explorou as origens da linguagem e da sociedade e antecipou os princípios da evolução darwiniana.”
"Com alguma hesitação, ele estendeu a doutrina de Rousseau sobre a identidade das espécies do homem e do chimpanzé para a hipótese de descendência comum de todos os antropoides e sugeriu, por implicação, uma lei geral da evolução." Lovejoy.

Charles Neaves , um dos sucessores de Monboddo no tribunal superior da Escócia, acreditava que o crédito adequado não foi dado a Monboddo no desenvolvimento da teoria evolucionista. Neaves escreveu em verso: 
Embora Darwin agora proclame a lei
E a espalhe para longe, ó!
O homem que primeiro viu o segredo
Foi o velho e honesto Monboddo.
O arquiteto tem precedência
Daquele que carrega o hod, ó!
Então, para cima deles, Terra dos Bolos,

Nós reivindicaremos Monboddo.
Erasmus Darwin observa o trabalho de Monboddo em suas publicações (Darwin 1803). Escritores posteriores consideram a análise de Monboddo como precursora da teoria da evolução. Não é certo se Charles Darwin leu Monboddo. Monboddo debateu com Buffon sobre a relação do homem com outros primatas. Charles Darwin não mencionou Monboddo,  mas comentou sobre Buffon: "o primeiro autor que nos tempos modernos tratou [a evolução] com um espírito científico foi Buffon". Buffon pensava que o homem era uma espécie não relacionada aos primatas inferiores, mas Monboddo rejeitou a análise de Buffon e argumentou que o macaco antropoide deve estar relacionado à espécie do homem: ele às vezes se referia ao macaco antropoide como o "irmão do homem". Monboddo sofreu um revés em sua posição sobre o pensamento evolucionista, porque ele afirmou certa vez que os homens tinham apêndices caudais (caudas); alguns historiadores deixaram de levá-lo muito a sério depois dessa observação, embora Monboddo fosse conhecido por provocar seus críticos com ditos absurdos.
O livro de Bailey, The Holly and the Horn  afirma que "Charles Darwin foi até certo ponto influenciado pelas teorias de Monboddo, que merece mais o título de evolucionista do que o de excêntrico". Henderson diz:
"Ele [Monboddo] era uma celebridade menor em Edimburgo porque era considerado muito excêntrico. Mas ele realmente teve a ideia de que os homens podem ter evoluído em vez de terem sido criados por Deus. Suas opiniões foram rejeitadas porque as pessoas achavam que ele era louco, e naquela época era uma visão muito controversa de se manter. Mas ele sentiu que era uma possibilidade lógica e isso lhe causou muita consternação. Na verdade, ele não queria acreditar na teoria porque era uma pessoa muito religiosa."

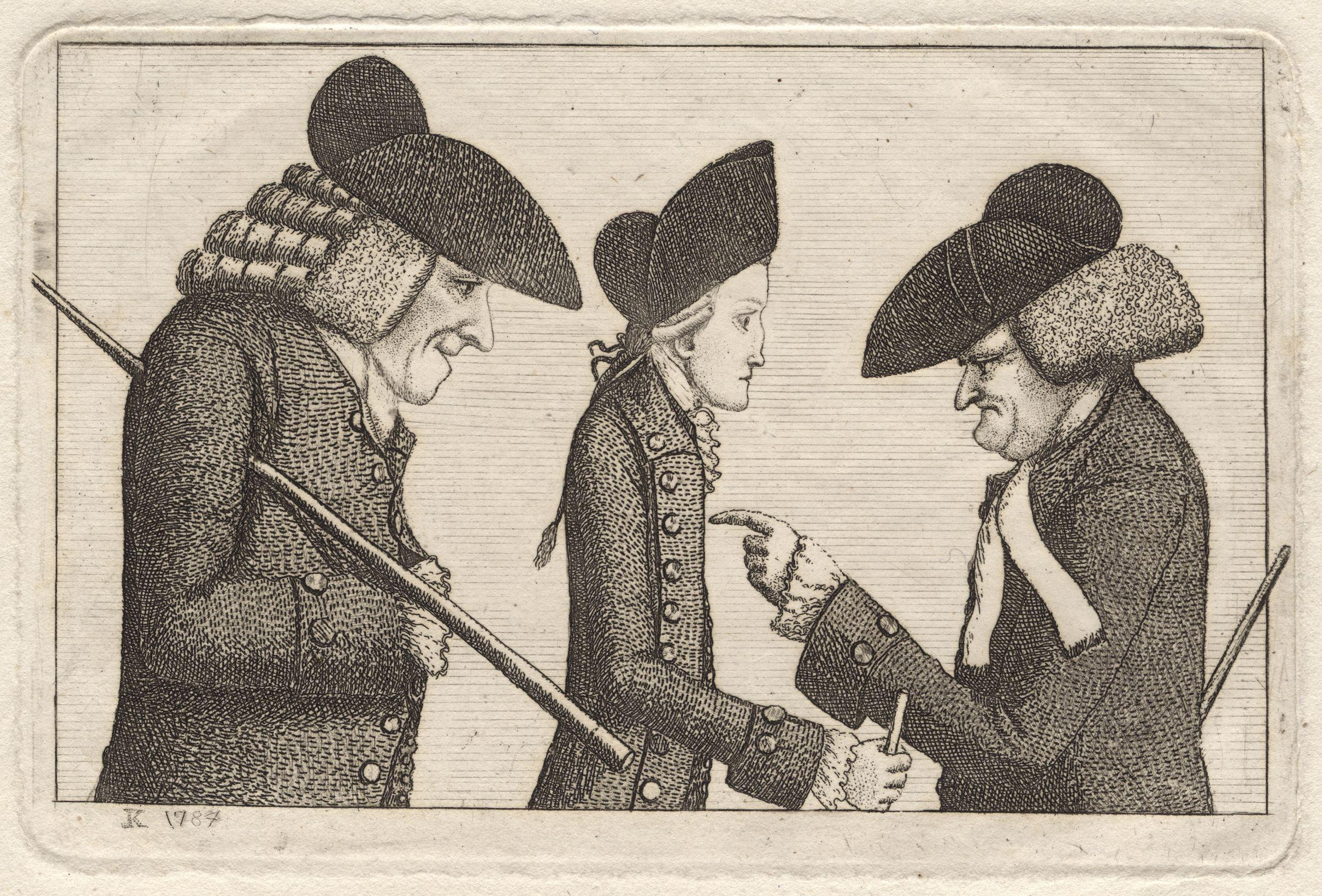
Da esquerda para a direita: Lord Kames, Hugo Arnot e Lord Monboddo, por John Kay

Monboddo pode ser a primeira pessoa a associar habilidades de linguagem que evoluíram de primatas e continuaram a evoluir em humanos primitivos (Monboddo, 1773). Ele escreveu sobre como a capacidade de linguagem foi alterada ao longo do tempo na forma não apenas de habilidades, mas na forma física dos órgãos produtores de som (boca, cordas vocais, língua, garganta), sugerindo que ele havia formado o conceito de mudança adaptativa evolutiva.
Ele também elabora sobre as vantagens criadas pela mudança adaptativa dos primatas ao seu ambiente e até mesmo à complexidade evolutiva das estruturas sociais dos primatas. Em 1772, em uma carta a James Harris, Monboddo articulou que sua teoria da evolução da linguagem (Harris 1772) era simplesmente uma parte da maneira como o homem havia avançado dos animais inferiores, um precedente claro do pensamento evolucionário. Além disso, ele estabeleceu uma teoria detalhada de como o homem adquiriu a linguagem de forma adaptativa para lidar melhor com seu ambiente e necessidades sociais. Ele argumentou que o desenvolvimento da linguagem estava ligado a uma procissão de eventos: primeiro desenvolvendo o uso de ferramentas, depois estruturas sociais e finalmente a linguagem. Este conceito foi bastante marcante para sua época, porque se afastou do pensamento religioso clássico de que o homem foi criado instantaneamente e a linguagem revelada por Deus. Na verdade, Monboddo era profundamente religioso e apontou que os eventos da criação eram provavelmente simplesmente alegorias e não contestou que o universo foi criado por Deus. Monboddo era um oponente vigoroso de outros pensamentos científicos que questionavam filosoficamente o papel de Deus (veja as prolíficas diatribes de Monboddo sobre as teorias de Newton).
Como agricultor e criador de cavalos, Monboddo estava bastante ciente da importância da reprodução seletiva e até transferiu essa teoria de reprodução para as comunicações que teve com James Boswell na seleção de um parceiro por Boswell. Monboddo declarou em seus próprios trabalhos que qualidades degenerativas podem ser herdadas por gerações sucessivas e que, pela escolha seletiva de parceiros, as criaturas podem melhorar a próxima geração em um sentido biológico. Isso sugere que Monboddo entendeu o papel dos processos naturais na evolução; a seleção artificial foi o ponto de partida para muitos dos pensadores protoevolucionários e para o próprio Darwin.
Monboddo lutou com como "obter o homem de um animal"  sem intervenção divina. Isso é típico do tipo de pensamento que é chamado deísta . Ele desenvolveu uma teoria inteira da evolução da linguagem em torno da civilização egípcia para ajudar em sua compreensão de como o homem descendeu dos animais, uma vez que ele explicou o florescimento da linguagem após a cisão dos egípcios transmitindo habilidades de linguagem para outras culturas. Monboddo lançou os primeiros humanos como quadrúpedes selvagens, solitários e herbívoros . Ele acreditava que as pessoas contemporâneas sofriam de muitas doenças porque eram removidas do estado ambiental de estarem despidas e expostas a oscilações extremas no clima.
Burnett escreveu sobre inúmeras culturas (principalmente com base em relatos de exploradores); por exemplo, ele descreveu "insensíveis" e "comedores de madeira" em Of the Origin and Progress of Language. Ele era fascinado pela natureza do desenvolvimento da linguagem desses povos e também como eles se encaixavam no esquema evolucionário.
Contra tudo isso, a contribuição de Monboddo para a evolução é hoje considerada notável pelos historiadores da evolução.
Bowler reconhece seu argumento de que os macacos podem representar a forma mais antiga da humanidade (Monboddo 1774), mas continua:
"Ele [Monboddo] considerava os humanos (incluindo selvagens e macacos) como bastante distintos do resto do reino animal. A primeira sugestão de que a espécie humana descendia dos animais inferiores por meio dos macacos não surgiu até a Philosophie Zoologique de Lamarck, de 1809."
Charles Dickens conhecia Monboddo e escreveu em seu romance, Vida e Aventuras de Martin Chuzzlewit sobre "(...) a doutrina Manboddo sobre a probabilidade da raça humana ter sido macacos". Isso é significativo porque Martin Chuzzlewit foi publicado (1843) anos antes de A Origem das Espécies de Darwin (1859).
A história da teoria da evolução é um campo de estudo relativamente moderno.

## Metafísica
Em Antient Metaphysics, Burnett afirmou que o homem está gradualmente se elevando da condição animal para um estado em que a mente age independentemente do corpo. Ele foi um forte defensor de Aristóteles em seus conceitos de Motor Primário. Muito esforço foi dedicado a creditar Isaac Newton com descobertas brilhantes nas Leis do Movimento, enquanto defendia o poder da mente conforme delineado por Aristóteles. Sua análise foi ainda mais complicada por sua necessidade recorrente de assegurar que Newton não obviasse a presença de Deus.

## Nudismo
Monboddo foi um pioneiro em relação a muitas ideias modernas e já havia percebido no século XVIII o valor dos "banhos de ar" (o termo familiar que ele inventou) para a saúde mental e física. Em seus escritos, Monboddo argumentou contra as roupas como não naturais e indesejáveis de todos os pontos de vista, tanto para a mente quanto para o corpo. Monboddo "acordava todas as manhãs às quatro e, então, para sua saúde, levantava-se e caminhava nu para seu quarto, com a janela aberta, o que ele chamava de tomar banho de ar". Quando o nudismo foi trazido à moda pela primeira vez com muito entusiasmo na Alemanha como Freikörperkultur no início do século XX, Monboddo foi considerado um pioneiro e, em 1913, um Monboddo Bund foi estabelecido em Berlim, para a cultura harmoniosa do corpo e da mente.

## Excentricidade
Burnett era amplamente conhecido por ser excêntrico. Habitualmente, ele andava a cavalo entre Edimburgo e Londres em vez de viajar de carruagem. Outra vez, depois que uma decisão foi contra ele em relação ao valor de um cavalo, ele se recusou a sentar-se com os outros juízes e assumiu um assento abaixo do banco com os funcionários do tribunal. Quando Burnett estava visitando o Tribunal do Banco do Rei em Londres em 1787, parte do piso da sala do tribunal começou a desabar. As pessoas correram para fora do prédio, mas Burnett, que, aos 71 anos, era parcialmente surdo e míope, foi o único a não se mover. Quando mais tarde lhe perguntaram o motivo, ele afirmou que pensava que era "uma cerimônia anual, com a qual, como estrangeiro, ele não tinha nada a ver".

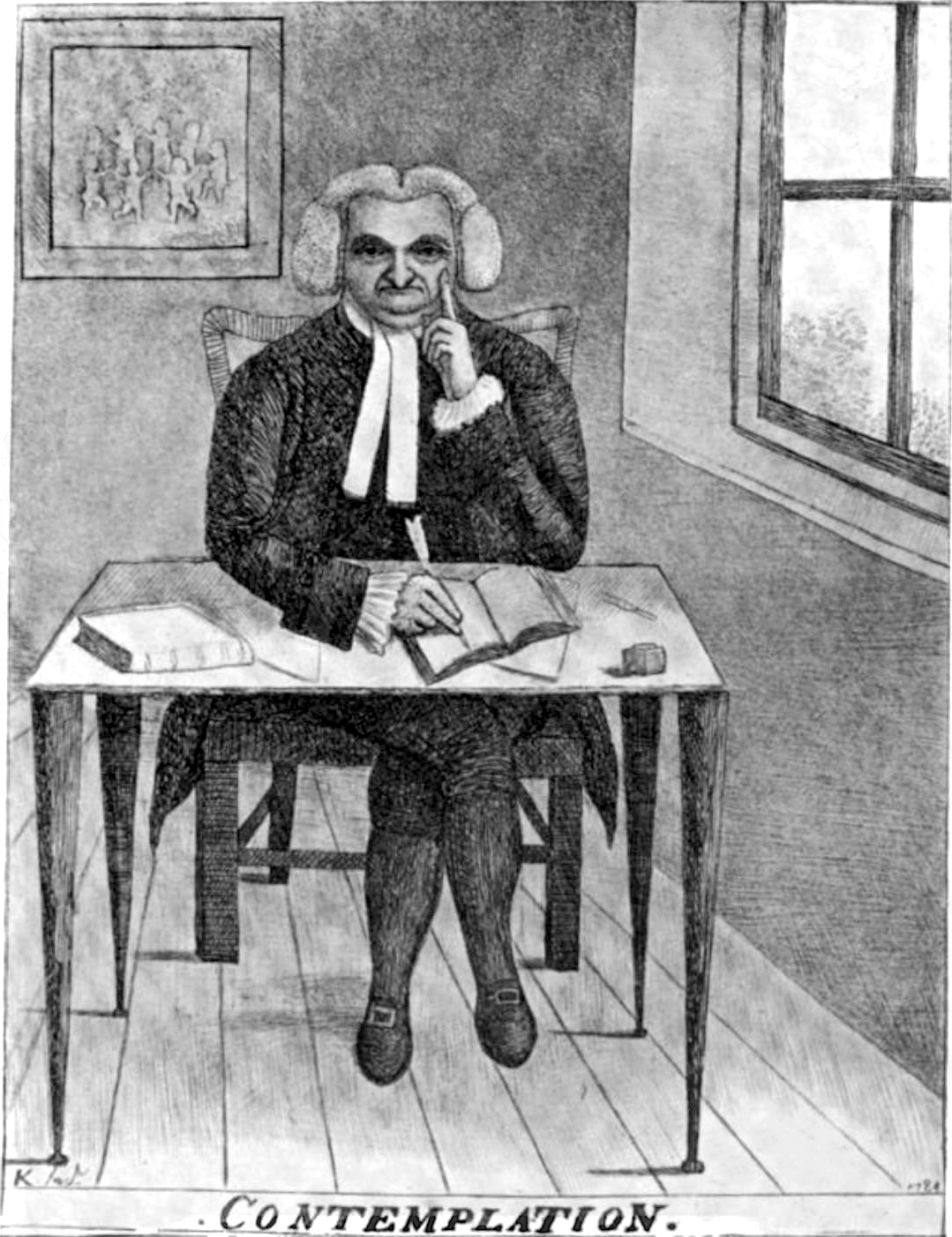
Lord Monboddo, uma caricatura de John Kay

Burnett, em seus primeiros anos, sugeriu que o orangotango era uma forma de homem, embora alguns analistas pensem que parte de sua apresentação foi elaborada para atrair seus críticos ao debate.
O orangotango era, nessa época, um termo genérico para todos os tipos de macacos. O explorador sueco cuja evidência Burnett aceitou era um oficial da Marinha que tinha visto um grupo de macacos e pensou que eles eram humanos. Burnett pode simplesmente ter assumido a visão de que era razoável para as pessoas assumirem as coisas que fazem e a palavra de um oficial da Marinha treinado para dar relatórios precisos era uma fonte confiável. Burnett foi de fato responsável por mudar a definição clássica do homem como uma criatura da razão para uma criatura capaz de atingir a razão, embora ele visse esse processo como lento e difícil de atingir.
Em um momento, ele disse que todos os humanos devem ter nascido com caudas, que foram removidas por parteiras no nascimento. Seus contemporâneos ridicularizaram suas opiniões e, em 1773, ele havia se retratado dessa opinião (Pringle 1773). Alguns comentaristas posteriores o viram como antecipando a teoria evolucionária. Ele parecia argumentar que as espécies animais se adaptaram e mudaram para sobreviver, e suas observações sobre a progressão dos primatas para o homem equivaliam a algum tipo de conceito de evolução . Burnett também examinou crianças selvagens e foi o único pensador de sua época a aceitá-las como humanas em vez de monstros. Ele via nessas crianças a capacidade de atingir a razão. Ele identificou o orangotango como humano, pois suas fontes indicaram que ele era capaz de sentir vergonha.

## Na cultura popular
No romance Melincourt, de Thomas Love Peacock, de 1817, um orangotango trocadilho chamado "Sir Oran Haut-Ton" se torna candidato ao Parlamento Britânico com base nas teorias de Monboddo.
Charles Dickens, no seu romance Martin Chuzzlewit, refere-se à "doutrina Manboddo relativa à probabilidade de a raça humana ter sido outrora macacos".
Em seu romance distópico de 1981, Lanark, Alasdair Gray nomeia o chefe do misterioso Instituto Lord Monboddo. Ele torna a conexão explícita em uma nota marginal, acrescentando que não é uma representação literal.
O descendente de Lord Monboddo, Jamie Burnett de Leys, patrocinou uma peça teatral Monboddo – The Musical, que é uma reencenação biográfica da vida de seu ancestral. Teve sua primeira exibição no Aberdeen Arts Centre em setembro de 2010.
Em seu conto "The Monboddo Ape Boy", Lillian de la Torre descreveu um Monboddo ligeiramente fictício conhecendo Samuel Johnson e sendo presenteado com um suposto "menino selvagem".

## Escritos

### Publicações
- Prefácio de La Condamine, Charles Marie; Le Blanc, Marie-Angélique Memmie (1768). An Account of a Savage Girl, Caught Wild in the Woods of Champagne. Translated from the French of Madam H–––t'. Traduzido por William Robertson. Edinburgh: A. Kincaid and J. Bell. pp. iii–xvii
- Of the Origin and Progress of Language. Six volumes. Edimburgo e Londres: J. Balfour and T. Cadell. 1773–1792
- Antient Metaphysics. Six volumes. Edimburgo e Londres: Bell & Bradshute and T. Cadell. 1779–1799
- "Advertisement" para John Brown, Letters upon the Poetry and Music of the Italian Opera, Addressed to a Friend (Edimburgo e Londres, Bell & Bradshute e C. Elliot e T. Kay, 1789)
- "Reports of Decisions of the Court of Session, 1738–68" in A Supplement to The Dictionary of Decisions of the Court of Session, ed. M. P. Brown (5 volumes, Edimburgo, J. Bell & W. Creech, 1826), volume 5, pp. 651–941

### Correspondência
- James Burnett para James Harris, 31 Dez. 1772[26]
- James Burnett para Sir John Pringle, 16 Jun. 1773[26]
- James Burnett para James Boswell, 11 Abr. e 28 Mai. 1777, Yale University Boswell Papers, (C.2041 e C.2042)
- James Burnett para William Jones, 20 Jun. 1789[26]
- James Burnett para T. Cadell e J. Davies, 15 Mai. 1796, British Museum, Uma carta encadernada para Dugald Stewart, Account of the Life and Writings of William Robertson, D.D., F.R.S.E, 2nd ed., London (1802). Shelf no.1203.f.3

## References
1. 1 2 3  Bowler, Peter J. (1989). Evolution: The History of an Idea. [S.l.]: University of California Press. pp. 51–. ISBN 978-0-520-06386-0
2. 1 2 3  Watt, Archibald (1985). Highways and byways round Kincardine. Aberdeen: Gourdas House. ISBN 0907301096
3. 1 2 3  Bailey, Eileen A.; Burnett, James C.A.; Burnett, Charles J.; Croly, Christopher (2005). The Holly and the Horn. Banchory: Leys. ISBN 0-9538640-2-2
4. 1 2 3 4  Cloyd, E.L. (1972). James Burnett, Lord Monboddo. [S.l.]: Clarendon
5. ↑  Kay's Originals vol.1 p.19
6. 1 2 3 4 5 6 7 8 9 10 11 12 13 14 15 16 17  Hammett, Iain Maxwell (2004). «Burnett, James, Lord Monboddo (bap. 1714, d. 1799)». Oxford Dictionary of National Biography online ed. Oxford University Press. doi:10.1093/ref:odnb/4074 (Requer Subscrição ou ser sócio da biblioteca pública do Reino Unido.)
7. 1 2 3 4 5 6 7 8 9 10 11 12 13 14 15 16 17  Nichols, W. L. (1853), «Lord Monboddo», Notes and Queries, VII (281)
8. 1 2 3 4 5 6 7 8 9 10 11 12 13 14 15 16 17  Graham, Henry Grey (1901). Scottish Men of Letters in the Eighteenth Century'. London: A. & C. Black. pp. 188–198
9. 1 2  Biographical Index of Former Fellows of the Royal Society of Edinburgh 1783–2002 (PDF). [S.l.]: The Royal Society of Edinburgh. 2006. ISBN 0-902-198-84-X. Consultado em 16 de novembro de 2016. Cópia arquivada (PDF) em 24 de janeiro de 2013
10. ↑  Grant, James (1880–1887). Cassell's Old and New Edinburgh. Three volumes. Edinburgh: [s.n.]
11. 1 2  Williamsons Edinburgh Directory 1797
12. ↑  Lovejoy, Arthur O. (1933). «Monboddo and Rousseau». Modern Philology. 30 (3): 275–296. ISSN 0026-8232. doi:10.1086/388043
13. 1 2   Chisholm, Hugh, ed. (1911). «Monboddo, James Burnett, Lord». Encyclopædia Britannica (em inglês) 11.ª ed. Encyclopædia Britannica, Inc. (atualmente em domínio público)
14. 1 2  Gray, W. Forbes (1929). A Forerunner of Darwin. CXXV. [S.l.]: Fortnightly Review n.s. pp. 112–122
15. ↑  Larson, E.J. (2004). Evolution: the remarkable history of a scientific theory. N.Y.: Modern Library. ISBN 0812968492
16. ↑  Mayr, Ernst (1982). The Growth of Biological Thought: Diversity, Evolution, and Inheritance. [S.l.]: Harvard University Press. ISBN 978-0-674-36446-2
17. ↑  Neaves, Charles (1875). Songs and Verses 4th ed. London: [s.n.] p. 5
18. ↑  Darwin, Charles (1896). The Origin of Species by Means of Natural Selection, Or, The Preservation of Favored Races in the Struggle for Life Authorised ed. New York: D. Appleton
19. ↑  Henderson, Jan-Andrew (2000). The Emperor's Kilt: the two secret histories of Scotland. [S.l.]: Mainstream. ISBN 1840183780
20. ↑  Rosenhouse, Jason (26 de julho de 2006). «Dickens on Evolution». EvolutionBlog. Consultado em 12 de junho de 2018
21. 1 2  Dickens, Charles (1843). The Life and Adventures of Martin Chuzzlewit. London: Chapman and Hall
22. ↑  Lichtenberg, Georg Christoph (1845). Georg Christoph Lichtenberg's vermischte Schriften, mit dem Portrait, Facsimile und einer Ansicht des Geburtshauses des Verfassers: Vernischte Schriften (em alemão). Gottingen: Dieterichschen Buchhandlung. p. 64
23. ↑  Wedemeyer-Kolwe 2004, p. 204.
24. ↑  Ellis, Havelock (2013). Sex in Relation to Society: Studies in The Psychology of Sex. London: Elsevier Science. pp. 65–. ISBN 978-1-4832-2373-5
25. ↑  Carr-Gomm, Philip (2012). A Brief History of Nakedness. [S.l.]: Reaktion Books. pp. 272–. ISBN 978-1-86189-729-9
26. 1 2 3  Knight, William Angus (1900). Lord Monboddo and some of his contemporaries. London: John Murray. ISBN 1-85506-207-0